# August Dillmann
Christian Friedrich August Dillmann, född den 25 april 1823 i Illingen, död den 4 juli 1894 i Berlin, var en tysk semitist och teolog. Han var bror till Christian von Dillmann.
Dillmann var professor vid flera universitet i Tyskland, från 1869 i Berlin. Dillmann främjade i synnerhet studiet av det etiopiska språket och utgav bland annat stora delar av den gamla etiopiska översättningen av Gamla testamentet (1853-94) samt andra etiopiska texter. Han utgav en etiopisk grammatik (1857, 2:a upplagan 1899), ett lexikon (1865) och en krestomati (1866).